# 中央七彩噴水池

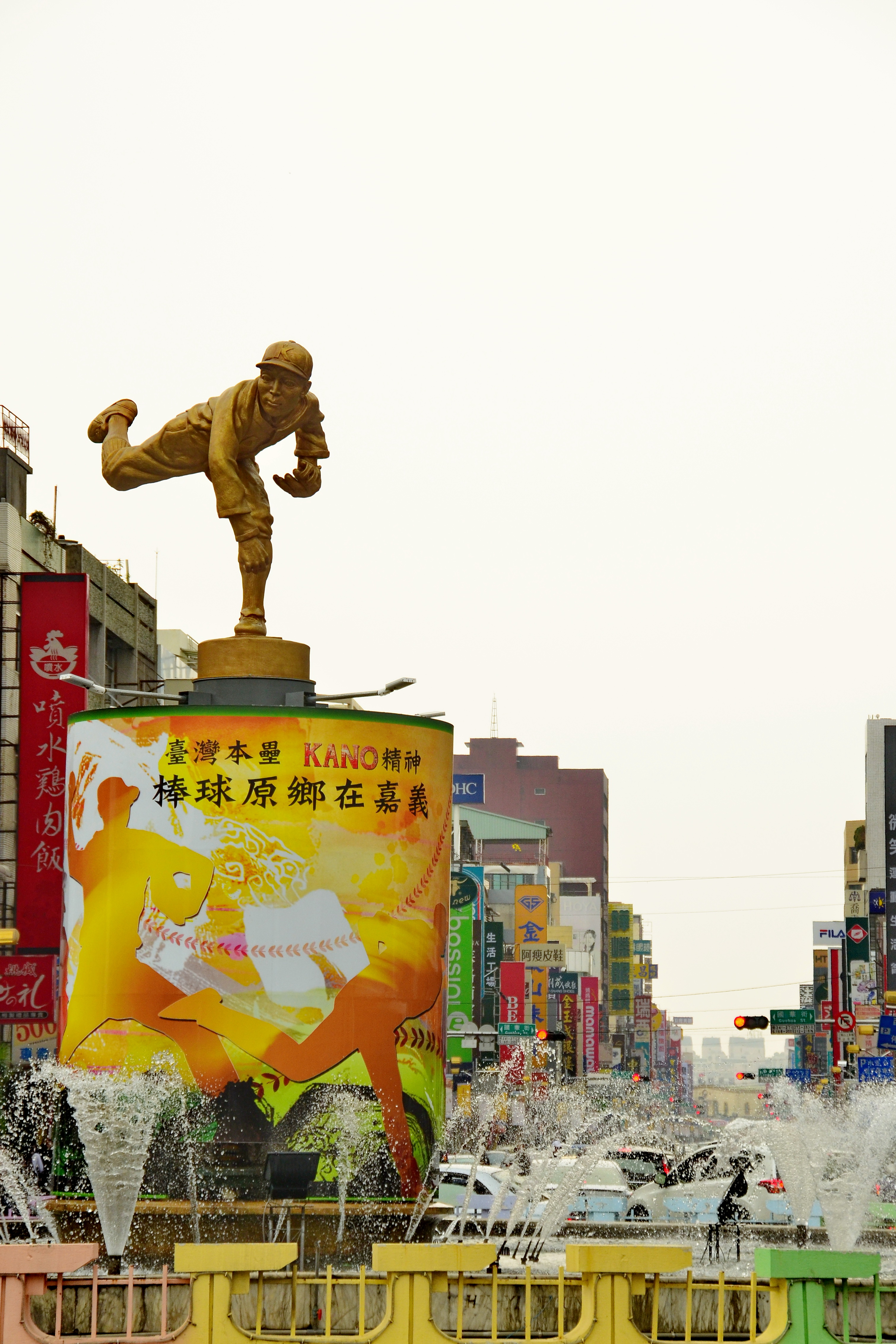
豎立於嘉義市中央七彩噴水池的棒球選手吳明捷雕像「一隻展開翅膀的老鷹─KANO 1931」

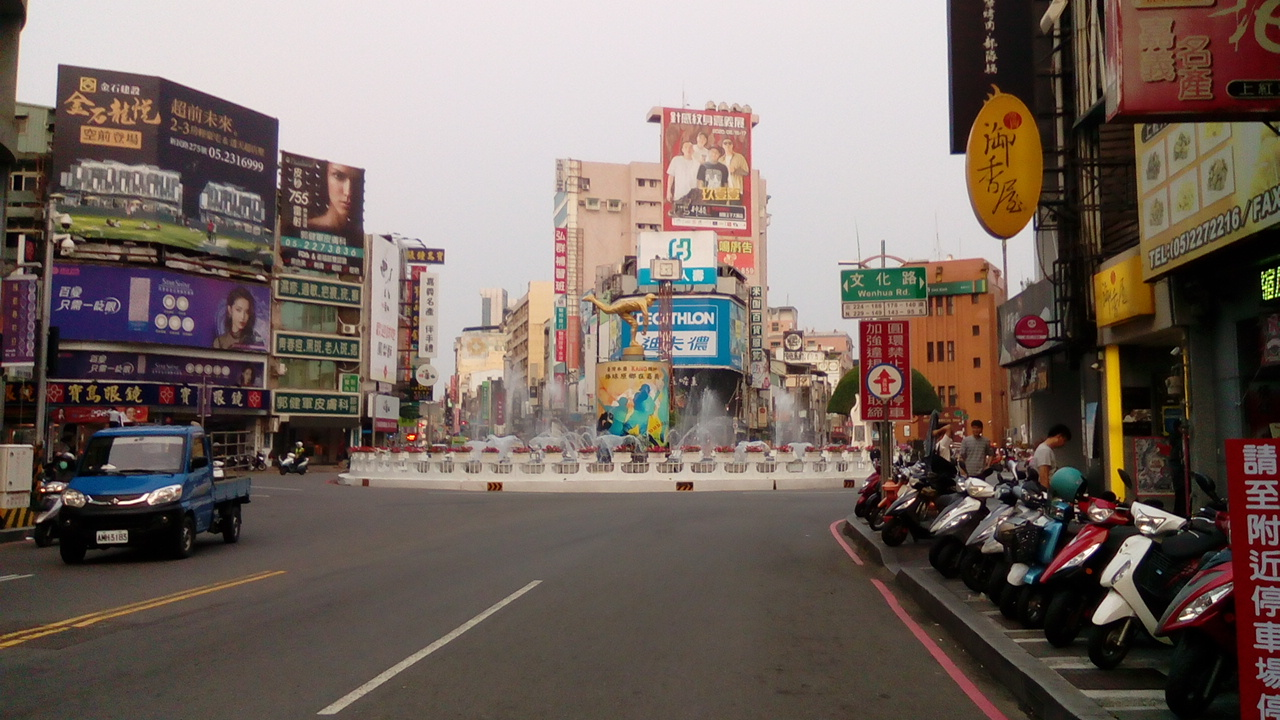
圖中上方即為中央七彩噴水池

中央七彩噴水池，又稱為嘉義圓環、噴水圓環、中央噴水圓環，是中華民國嘉義市的一個噴泉和交通環島，也是嘉義市地標之一。中央七彩噴水池位於文化路、中山路、公明路、光華路四條道路之交叉點，並直通嘉義火車站前站，也是文化路夜市的中心點，為嘉義市西區商業最繁華的地區之一，第一銀行嘉義分行及土地銀行嘉義分行皆位於此圓環旁，有鐘塔作為象徵。

## 歷史
清領時期
中央七彩噴水池的所在地，在清領時期曾是嘉義城牆的一部分，也因城牆建造，使該區域被稱為「桃仔尾」。
城牆建造可追溯自康熙43年（1704年）以木柵修築圍城，康熙56年（1717年）知縣周鍾瑄在既有城牆外圍增加莿竹。雍正元年（1723年）起由知縣孫魯建立土城，並建築簡易的門樓，雍正5年（1727年）知縣劉良壁則規劃了排水系統，並重建門樓，雍正12年（1734年）由知縣陸鶴於城基外栽植莿竹圍繞；此時期的土城城牆範圍，則較原先木柵城範圍增加，將文廟納入城池範圍，而使城池範圍有如蟠桃造型，始有「桃仔城」之名，今日中央噴水圓環即位於蟠桃尾部。乾隆年間將城牆改為糖水灰壁城牆，用糖水、蚵殼灰、小顆粒黏土混合築牆，而較為堅固，但地震頻仍，糖水灰壁材質於修補之新舊接合下，無法維持原有強度，至道光年間城牆毀壞嚴重，且歷經變亂屢遭攻圍，繼而於道光13年由王得祿率仕紳商賈捐款重修，並於道光16年（1836年）完工，增設砲台四座，同時於糖水灰城外緣砌築磚石，為當時台灣唯一的磚石城，其中一座砲台便位於城牆的西北角，即今中央圓環噴水池處。
日治時期
明治33（1900年）嘉義火車站完工，為了連接嘉義廳與火車站之間的交通，日本人開始規劃新道路工程，在市區改正過程，發展出今日連結噴水池與嘉義火車站的中山路，中央噴水池圓環也在過程中漸漸形成。
從明治35年（1902年）即有初步市區改正規劃但未實施，在明治36年（1903年）由市民捐款擴建嘉義廳到火車站的道路。明治39年（1906年）大地震，災情嚴重，使嘉義廳市區改正計畫趨於急迫，當時重點之一是消除既有城牆紋理，並預計在明治44年（1911年）完工，包含設置嘉義城與火車站之間的市街，並將城牆位置上的既有道路調整為直線道路。
明治41（1908年）又調整部分工程規劃，修築嘉義廳署到嘉義火車站間的8間寬（約14.5公尺）道路，設置圓形廣場，並設置自廣場通向嘉義廳的道路。中央圓環的初步設計則見於明治42年（1909年）「實測嘉義市區改正圖」，做為道路系統的交會點，但當時還未有噴水池。
隨著大正年間（1912-1916年）市區改正進行，市區重心往火車站轉移。大正2年（1913年）擴大市區改正計畫，當時計畫內容可見中央圓環、北門圓環、東門圓環，以及下水溝渠及暗渠、大排水道工程。1913年8月8日「大正二年度市區改正計畫追加施行路線圖」則見由中央圓環畫出筆直道路連結火車站，且依循明治39年（1906年）的嘉義市區計畫圖，同時規劃嘉義火車站前直線道路南北兩側的新市街，形成自圓環向外輻射的道路，以及周邊的格子狀道路系統。
噴水池之出現，則與水道建設有關，大正2年（1913年）嘉義水道成立，便於圓環設置噴水池，當時水源來自牛稠溪上游，築堰堤、接鐵管引水至嘉義公園旁的水源地，再經沉澱、過濾、靜水等，漸次以鐵管引水至嘉義市區。大正4年（1915年）《臺灣日日新報》亦有報導，〈東噴池城〉提到「嘉義自前年水道成立後。卽于郵便局前圓形道路。鑿噴水池。」另在《衛生關係案內》，則提到大正2年（1913年）12月噴水池新設之後，修建中央圓環公園。自噴水池建立以來，許多活動便選擇在噴水池周邊集合，像是神社祭典、徒步競走、政令宣導、商業活動等。
噴水池曾一度消失又恢復。臺灣始政40年博覽會期間，在中央噴水池建置「新高阿里山登山口」霓虹電燈塔，宣傳新高阿里山，建立嘉義作為登山口地點之形象，活動後又成為廣告塔，但市民失去「享受涼意的地方」，因此由中松市長在1941年拆除，恢復噴水池。
戰後
民國58年（1969年）為中山路拓寬及整頓市容，時任嘉義市（縣轄市）市長的許世賢規劃改建中央七彩噴水池，拆除圓環周邊違建，民國59年（1970年）噴水池完工，中央設置孫中山先生銅像，並於10月25日啟用。

## 象徵
嘉義選前之夜、「民主聖地」之名，與中央噴水圓環息息相關。改建者許世賢在民國57年（1968年）當選嘉義市長，是臺灣第一位女市長（縣轄市市長），且在民國45年（1956年）便因質詢嘉義縣長停職案件，而退出國民黨，以無黨籍身分參政。民國58年（1969年）許世賢規劃設置中央七彩圓環噴水池，遭到嘉義縣長黃老達反對，且動用警察至現場阻撓，但許世賢親自監工，並同意在噴水池的基座上設立孫中山雕像，讓工程順利完成，中央圓環噴水池因而成為反抗權威的地景符號。而後來在許世賢帶領下，「許家班」候選人在選前之夜到中央圓環噴水池繞行宣傳，總會吸引支持者到場，聲勢浩大。
在此地進行選前之夜，成為地方上的選舉傳統，現場設置拒馬，進行交通管制，分隔不同陣營的位置，據聞選前之夜若聲勢較大，勝選呼聲較高。民國111年（2022年）嘉義市長改選，因投票日改期而成為唯一未在此地標進行選前之夜的嘉義選舉。

## 外觀
日治時期所完成的中央圓環噴水池景象，可從大正三年發行的《臺灣寫真帖》內「市區改正後の嘉義市街」照片觀察，人們能接近噴水池觀覽，池中有噴水造景，周邊則為道路與電線杆，顯現了當時嘉義市區的現代化樣貌。當時噴水池以咾咕石築起，池畔有電燈，一旁樹下設置椅子，道路周圍栽植林木，形成一小公園。
1950年代，噴水造景改為圓形高台，周圍增設標語如「參加防空工作，就是保衛國家。」、「服行兵役光復大陸」，但大致仍維持日治時期的公園型態。
1970年代，改建為七彩噴水池，設立鐵製欄杆與水泥圍欄，以噴水環繞中央高台上的孫中山銅像，大致確立噴水池與圓環外觀型態，後來僅調整噴水池系統、更換銅像與欄杆形式。

## 雕像
圓環中央在民國59年（1970年）放置孫中山銅像，民國96年（2007年）9月10日疑因使用超過40年，又歷經地震、風雨，銅像遇大雨而破損掉落在噴水池裡，引發地方爭論是否放回銅像，或者改換其他物件，有支持維持孫中山銅像，也有認為可設置地方重要人物的銅像，如前市長許世賢、前省議員黃永欽，或者設立與嘉義意象有關的象徵物，如阿里山神木圖騰、管樂節圖騰等，也有人認為中央噴水圓是交通毒瘤環，建議趁此機會廢除，嘉義市政府則表示將會聽取民意並評估，再決定設置內容，但因地標有其歷史意義，不會廢除圓環。
關於不再放置孫中山銅像的意見中，時任嘉義市人文關懷協會理事陳世岸先生投書表示，台灣各地帶有「政治圖騰」的偉人銅像已持續減少，但需再思考反省過往持續「去地方化」的教育思維，缺乏真正的地方認同，作為地方重要象徵與集體記憶的中央噴水圓環，有機會因倒塌事件，透過地方民眾參與討論未來設置，凝聚認同。
為後續討論，市府於民國96年（2007年）10月22日（星期一）上午9點在市府8樓會議室召開「中央噴水池塑像重建公聽會」，但最後並未達成共識，國民黨市議員陳文齡、傅大偉認為國父孫中山先生坐落圓環已40年，基座「天下為公」也仍存在，且見證嘉義市民主發展，放回原位才是最沒有爭議的，民進黨市議員蔡文旭則認為要移除有爭議物件與偶像崇拜，桃山人文館長林瑞霞則認為，作為嘉義市地標，應結合地方文史物像。
後來配合嘉義舉辦國際管樂節活動．在原銅像位置放上活動吉祥物「管樂小雞」，搭配七彩燈光、水柱，並可360度旋轉；民國99年（2010年）台灣燈會由嘉義市主辦，於是在民國98年（2009）年12月嘉義市政府將「管樂小雞」換成燈會副燈「鰲躍江海」，民國103年（2014年）以日治時期嘉義棒球為主題的電影《KANO》，2月22日在嘉義市區舉辦首映宣傳遊行活動，當時也將圓環上的象徵物改為日治時期嘉義棒球投手吳明捷的雕像，由在地藝術家雕塑家蒲浩明製作，作品名稱為〈KANO1931〉，造型取材自老照片，展現自信昂然的生命力，並在遊行日揭幕[8]。

期間曾因其他不同活動，更替為活動主題物件，如曾於民國111年（2022年）6月因應同年7月的「科學168教育博覽會」活動，將吳明捷雕像穿上太空裝，設計為裝置藝術，變身太空人投手形象。目前則維持吳明捷的雕像。

## 交通
嘉義市公車
| 路線                | 業者     | 行先                            | 停靠站   |
| ------------------- | -------- | ------------------------------- | -------- |
| 中山幹線 （綠線）   | 國光客運 | 嘉義榮民醫院－嘉義大學蘭潭校區  | 中央噴水 |
| 中山幹線A （綠A線） | 國光客運 | 嘉義榮民醫院－嘉義大學蘭潭校區  | 中央噴水 |
| 樂活1路 （紫線）    | 捷乘交通 | 林森盧義路口－紅瓦里(1)全家超商 | 中央廣場 |
| 樂活1路A （紫A線）  | 捷乘交通 | 東洋新村－紅瓦里(1)全家超商     | 中央廣場 |
| 樂活2路 （棕線）    | 捷乘交通 | 竹村里活動中心－五港宮          | 中央廣場 |